# Juan del Olmo
Juan del Olmo Gálvez (Murcia, 7 de julio de 1958) es un juez español. 

## Biografía
Se licenció en Derecho por la Universidad de Murcia.
Comenzó su carrera profesional (1986-89) en el País Vasco, en el Juzgado de Primera Instancia e Instrucción en Durango (Vizcaya). A principios de 1989 fue destinado al Juzgado de Primera Instancia e Instrucción de Cieza (Murcia) y, a finales de ese año, se trasladó al Juzgado de lo Penal número 3 de Murcia, donde adquirió la categoría de magistrado.
El 28 de julio de 1998, el Consejo General del Poder Judicial, le designó para sustituir en comisión de servicio, a Javier Gómez de Liaño al frente del Juzgado Central número 1 de la Audiencia Nacional. En octubre de 1999 se reincorporó a su puesto en el Juzgado de lo Penal número 3 de Murcia. En junio de 2000 regresó a la Audiencia Nacional, en sustitución del juez Manuel García Castellón, en comisión de servicios. Un año después el Consejo General del Poder Judicial le otorgó la plaza de juez titular de la Audiencia Nacional.
En 2008 abandonó la Audiencia Nacional por una plaza en la Audiencia Provincial de Murcia.

## Caso crimen de Orozco
Según la sentencia de dicho caso, que juzgó la muerte de Aureliano Letona, un guarda forestal que en la noche del 5 al 6 de febrero de 1981, fue arrojado sin vida a un río después de ser golpeado y vejado en una juerga en el barrio de Ibarra del municipio vizcaíno de Orozco, entonces en el partido judicial de Durango. La torpe instrucción del procedimiento fue la principal razón del resultado final del juicio. La sentencia declaró nulas las declaraciones ante la policía y su ratificación judicial debido a que se cometieron "graves infracciones del sistema de garantías". Las actuaciones constituyeron, dice la resolución judicial, "un diseño acabado de lo que no debe ser una investigación judicial". El ponente, el magistrado Joaquín Giménez, criticó de forma severa las irregularidades cometidas por la Ertzaintza y extendió la responsabilidad al juez instructor Juan del Olmo. "La autoridad judicial no pudo ser ajena a la desmesura y extremosidad de la instrucción sumarial, en la medida en que también en sus propias actuaciones se observa lo mismo". La sentencia rechazó los prolongados interrogatorios, la confusión entre la tramitación del atestado policial y las diligencias judiciales, y la existencia de largas conversaciones entre los agentes y los testigos previas a la toma de declaraciones. Pero aún hubo más irregularidades censuradas por el tribunal: algunos interrogatorios en los que aparecían datos incriminatorios continuaban sin presencia de abogado y sin informar al testigo sobre sus derechos constitucionales.

## CasoEgunkaria
El 20 de febrero de 2003, dictó un auto que sirvió de base para la clausura cautelar de la empresa Egunkaria S.A., editora del diario Euskaldunon Egunkaria, al considerar que ETA "intervino en la creación, designación de directivos y dinamización del diario". En la operación fueron detenidas 10 personas y acusadas cinco. Siete años después, el 12 de abril de 2010, en el primer juicio por esta causa todos los acusados fueron absueltos.
En la sentencia se critica la decisión del juez instructor de cerrar el único diario en euskera sin una necesaria "habilitación constitucional directa" o una "norma legal especial y expresa que la autorizara" dado que "el derecho a comunicar y recibir información veraz, cuyo paradigma es la prensa, es un derecho doble, de tal manera que toda injerencia o limitación en la libre potestad de emitir información va a afectar al derecho de todos a recibirla".
La sentencia critica además "la estrecha y errónea visión según la cual todo lo que tenga que ver con el euskera y la cultura en esa lengua tenga que estar fomentado o controlado por ETA", visión que "conduce, en el proceso penal, a una errónea valoración de datos y hechos y a la inconsistencia de la imputación".

## Caso de la revistaEl Jueves
El 20 de julio de 2007 ordenó, a petición del fiscal general del Estado, Cándido Conde Pumpido, la retirada de los quioscos de la revista El Jueves por contener unas caricaturas de unos no identificados, pero reconocibles, príncipes de Asturias en actitud sexual explícita, lo que constituiría un presunto delito de injurias a la Corona y de menoscabo de su prestigio. El resultado ha sido la masiva publicación de la viñeta por parte de numerosos medios de comunicación extranjeros, y ha generado críticas al considerarse que el secuestro de la revista constituye un ataque a la libertad de expresión en España.

## Sentencias sobre violencia de género
En septiembre de 2011 su nombre volvió a la actualidad al conocerse que, en su calidad de magistrado de la Audiencia Provincial de Murcia, fue autor de diversas sentencias controvertidas sobre violencia de género que rebajan las penas impuestas en primera instancia. La sentencia que dio origen a la polémica afirma que no ve delito (sino falta) en amenazar a la propia esposa con "una caja de pino", sosteniendo igualmente que llamarla "zorra" no es un insulto porque la misma no siempre proyecta "desprecio o menosprecio a la dignidad de la mujer" por tener otras acepciones -como la de "persona astuta", según recoge la Real Academia Española- y que dicha palabra no "menosprecia a la dignidad de la mujer" ni es "expresiva de una posición de dominio o exigente de sumisión". La abogada de la esposa del acusado se mostró de acuerdo con este razonamiento.

Incluso procede señalar que la expresión “zorra” utilizada en el escrito de recurso, escuchada la grabación de la vista oral, no se utilizó por el acusado en términos de menosprecio o insulto, sino como descripción de un animal que debe actuar con especial precaución, a fin de detectar riesgos contra el mismo.
Fragmento de la Sentencia controvertida

Dile a tu madre que va a tener que ir como las zorras, mirando por la calle para adelante y para atrás, porque en cualquier momento la voy a matar y la voy a meter en una caja de pino.
Fragmento de la Sentencia controvertida